# ࢷ
ࢷ‬ – litera rozszerzonego alfabetu arabskiego, wykorzystywana w dialekcie Baraawe języka suahili. Używana jest do oznaczenia dźwięku [mpa].

## Postacie litery
| Postać: | izolowana | końcowa | środkowa | początkowa |
| ------- | --------- | ------- | -------- | ---------- |
| Wygląd: | ࢷ‬         | ـࢷ‬      | ـࢷـ‬      | ࢷـ‬         |

## Kodowanie
| Znak                   | ࢷ                                       | ࢷ                                       |
| ---------------------- | --------------------------------------- | --------------------------------------- |
| Nazwa w Unikodzie      | Arabic letter Peh with small Meem above | Arabic letter Peh with small Meem above |
| Kodowanie              | dziesiątkowo                            | szesnastkowo                            |
| Unicode                | 2231                                    | U+08B7                                  |
| UTF-8                  | 224 162 183                             | e0 a2 b7                                |
| Odwołania znakowe SGML | &#2231;                                 | &#x08B7;                                |